# マッコウクジラ
マッコウクジラ（抹香鯨、学名：Physeter macrocephalus）は、偶蹄目マッコウクジラ科マッコウクジラ属に分類されるクジラであり、現生のハクジラ類における最大種である。

## 分類
本種のみでマッコウクジラ属を構成する。
マッコウクジラ上科の中でも、マッコウクジラ属のみでマッコウクジラ科を構成する説もある。
MSW3(Mead & Brownell,2005)ではマッコウクジラ科にコマッコウ属を含め亜科は認めていない。

## 呼称

### 学名
属名の「Physeter」は「鯨の潮吹き」を意味する古代ギリシア語の「φυσητηρ」に由来する。
とりわけマッコウクジラは前方に吹き出す潮がよく目立つためか、後にその属名に冠されることとなった。英語では「ファイシター」のごとく発音する。日本語では慣用的に「フィセテル」や「フィセター」などと呼ぶことが多い。
種小名の「macrocephalus」は古代ギリシア語の「μάκρος」と「κεφαλή」の合成語である。

### 和名と香料

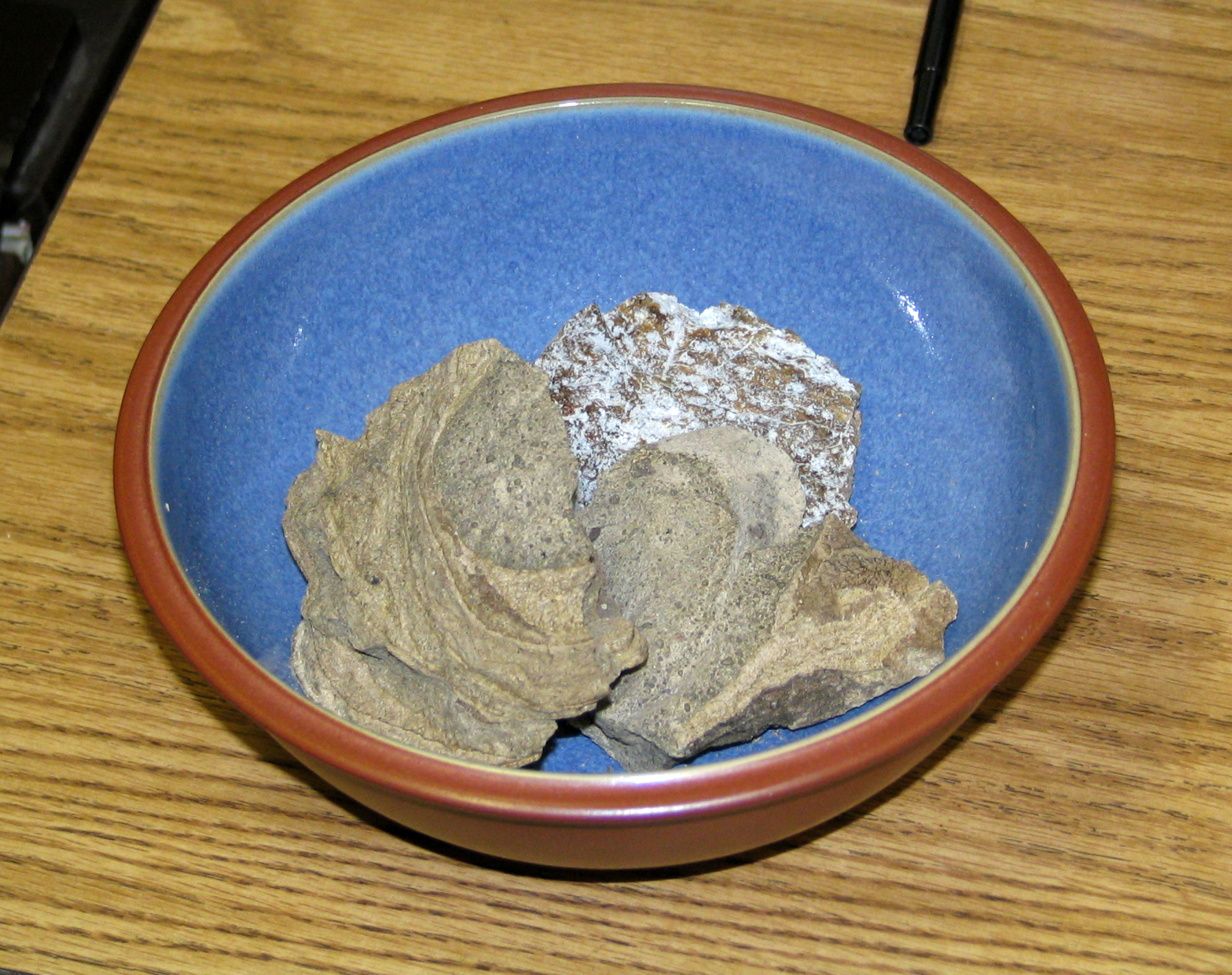
龍涎香（りゅうぜんこう）

和名の「マッコウクジラ」の漢字表記は「抹香鯨」である。古代からアラビア商人が取り扱い、洋の東西を問わず珍重されてきた品に、香料であり医薬でも媚薬でもある龍涎香というものがあったが、それは海岸に打ち寄せられたり海に漂っているものを偶然に頼って見つけ出す以外、手に入れる方法が無かった。
しかし、この香料の正体はマッコウクジラの腸内でごくまれに形成されることがあり、自然に排泄されることもあった結石であり、捕鯨が盛んに行われる時代に入ると狩ったマッコウクジラから直接採り出すことが可能になった。マルコ・ポーロの『東方見聞録』には、マダガスカル島沖でマッコウクジラが捕獲され龍涎香が採れたことが記されている。マッコウクジラの「龍涎香」が、抹香に似た香りを持っていることから、近代日本の博物学では中国語名「抹香鯨」に倣って「抹香のような龍涎香を体内に持つ鯨」との意味合いで呼ばれ、そのまま和名として定着した。

### 英語名と油脂
英語名の「sperm whale」の原義は、「精液（のような液体である鯨蝋が採れる）鯨」である（「#脳油（鯨蝋）」の節を参照）。別名にフランス語を由来とする「Cachalot（キャシャロット）」があり、これはアメリカ海軍の艦名にもなっている（別項「潜水艦カシャロット」を参照）。

### その他
北海道の噴火湾の一帯のアイヌ（内浦アイヌ）は本種を「ヤキフンベ」と呼んでいた可能性がある。

## 分布

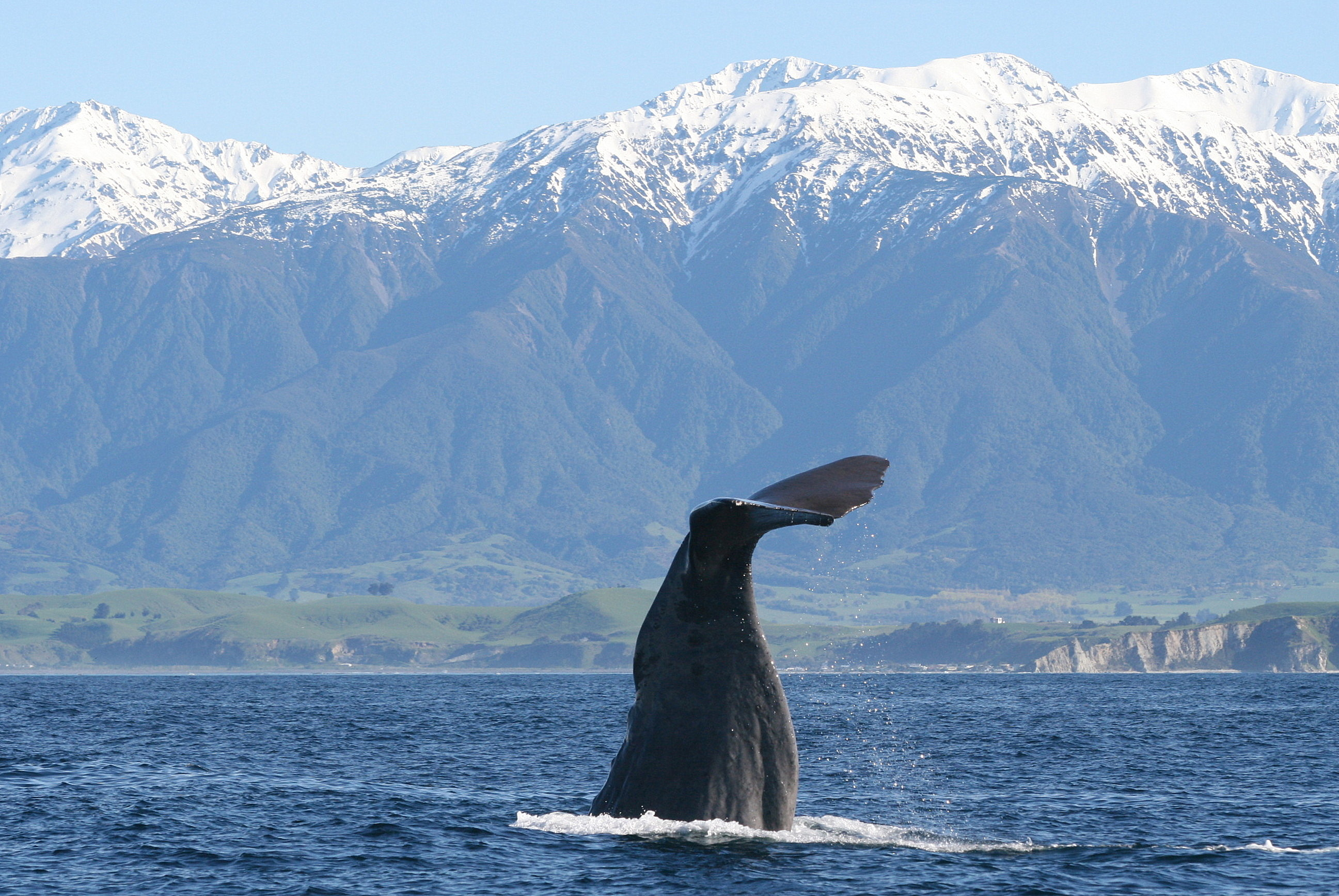
カイコウラにおけるホエールウォッチング。

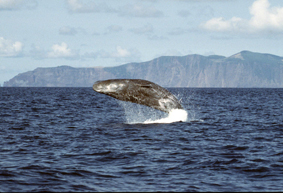
ブリーチング（英語版）を行う頻度は高くない（アゾレス諸島）。

北極から南極まで世界規模で分布しており、深海沖に最も多くが生息している。社会的単位は安定していて、雌と子は部分的に母系の集団で暮らす。雄は高緯度の寒流域にも進出するが、メスと子が暖流域の外に出ることは滅多にない。
本種は基本的には深海性だが、たとえばアジア圏では千島列島やコマンドルスキー諸島、知床半島や金華山沖、東京湾や房総半島周辺、伊豆半島の周辺から伊豆諸島・小笠原諸島・火山列島、種子島・屋久島・奄美諸島から南西諸島、台湾、マリアナ諸島など、沿岸近くに見られる海域も数多く存在する。これらの海域では積極的な観察の対象になることも多い。特に成熟雄などは満足な遊泳ができないほどの浅い湾などに入り込み、しばらく休息してから外洋に出ていくこともある。スコットランド沖やフィリピン沿岸になど、沿岸性の特殊な個体群なども存在する。
日本列島では小笠原諸島や奄美諸島の近海に雌と子供の群れが定住し、知床半島近海には陸地の間近に雄が見られる。この海域では成熟に近い雄が群れを成し、ツチクジラ、クロツチクジラ等の深海性の種類が陸上からの観察が可能なほど陸に接近するという点で特有である。これらの他にもカイコウラ沖やイオニア海（地中海）などにも完全なあるいは季節的な定住群が存在する。
また、日本列島においては他にも北海道の釧路市沖、宮城県の金華山沖、房総半島（犬吠埼沖など）や東京湾、相模湾や駿河湾、伊豆諸島・小笠原諸島・火山列島、遠州灘、熊野灘、室戸岬や土佐湾沖、玄界灘や対馬や壱岐、五島列島や男女群島沖、鹿児島県の笠沙町沖や種子島や屋久島や奄美大島沖、南西諸島などを回遊することがあり、これらの地域の多くではホエールウォッチングが行われてきた。
しかし、本種は現代の北西太平洋に生息する大型鯨類では最も個体数が豊富な一種であるものの、現在の日本列島の沿岸部での生息状況は捕鯨時代から十分に回復しているとは言えず、個体数が著しく低下しただけでなく、たとえば北海道から常磐沖で越冬していた個体群など、激減した個体群や海域も存在する。また、相模湾および伊豆大島、壱岐および対馬市の周辺、大隅海峡・種子島・屋久島など、本種と高速船の衝突の危険性がある海域も散見される。
日本海には基本的には分布しないとされる場合が目立つが、実際には捕鯨も行われていたことから日本海にも生息していたことは確実である。近年でも韓国や日本の沿岸や近海で少数が確認されており、2024年に発表された調査結果では、朝鮮半島の近海に本種が増加（復活）しつつあることが判明している。
世界規模で多く生息している個体群には不明確なものもあり、地中海におけるクリック音の観測や目撃情報などの分析から、詳細は不明ながらも、想定以上に多く生息しているであろう事実が確認された事もある（詳細は「深海への適応」参照）。ただし、北米大陸の西海岸沖やイギリス周辺、オーストラリア南西部やニュージーランド周辺、日本列島の沿岸の各地など、捕鯨の影響から回復が遅れているために個体数の少ない海域も点在する。

## 形態

マッコウクジラ科のヒトとの大きさの比較。

ヒトとの大きさの比較。ただし、確認された最大の体長は20.7メートルである。

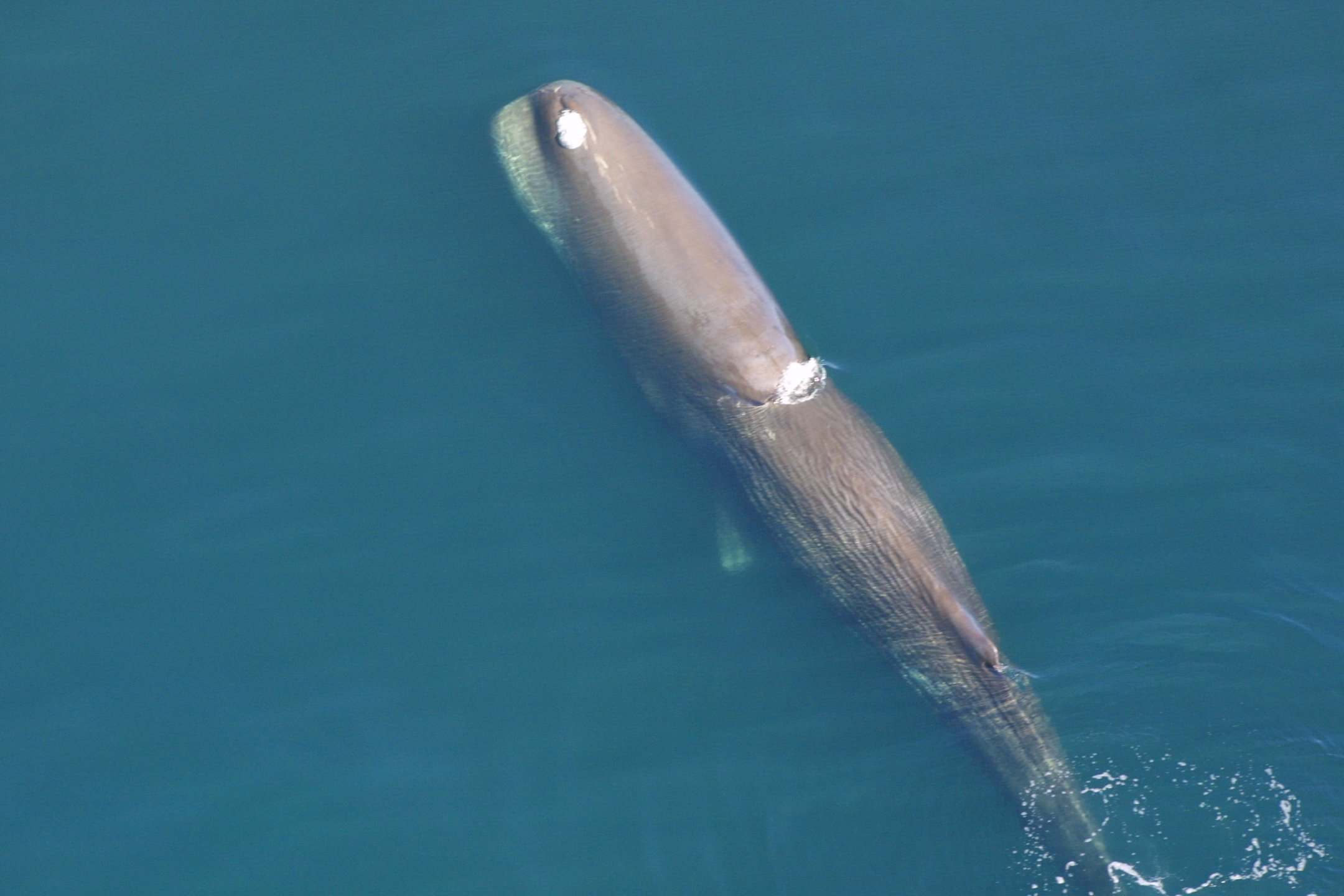
上空から撮影した成熟雄。噴気孔から空気を出している。

現生のハクジラ類の中で最も大きく、現生鯨類全体でもナガスクジラ科とセミクジラ科に次ぐ大きさを持つ。また、歯のある動物では世界最大であり、巨大な頭部とその形状が特徴的である。
本種は全てのクジラ類の中で最も大きな性差をもつ。標準的なオスの体長は約16 - 18メートルであり（長さの比較資料：1 E1 m）、メスの約12 - 14メートルと比べて30 - 50%も大きい。体重はオスの50トンに対し、メスは25トン と、ほぼ 2倍の差異がある。なお、誕生時は雌雄いずれも体長約4メートル、体重1トン程度である。ハクジラの中では最大種であり、成長したオスには体長が20メートルを越えるものもいる。24メートル以上という記録も複数存在し、エセックス号（英語版）を撃沈した個体は26メートルに達したともされているが、これらの記録は捕獲した個体の体表に沿って計測されたと思わしいため、確認されている最大の記録としては、千島列島で捕獲された体長20.7メートル、推定体重80トンの雄が存在する。
本種を特徴づける著しく肥大化した頭部は、その長さがオスで体長の3分の1に達する。これは、クジラ類の中でも例外的に巨大である。脳は、おそらく全ての動物の中でも最大・最重量であり、成体のオスでは平均で7キログラムに達するが、身体サイズに比べれば決して大きな脳ではない。
背中の色は一様に灰色だが、日光の下では褐色に見えるかもしれない。背中の皮膚は通常凸凹（でこぼこ）で、他の大きなクジラのほとんどが滑らかな皮膚をしているのとは対照的。
噴気孔（呼吸孔、鼻孔）の位置は頭部正面に集中しており、遊泳方向に向かって左側にずれている。そのため、潮吹きは前方に向かった特徴的なものとなる。背鰭（せびれ）は背骨に沿って前から3分の2の場所に位置し、通常は短い二等辺三角形の形状をしている。尾は三角形で非常に厚い。クジラが深い潜水を始める前には、尾は水面から非常に高く引き上げられる。

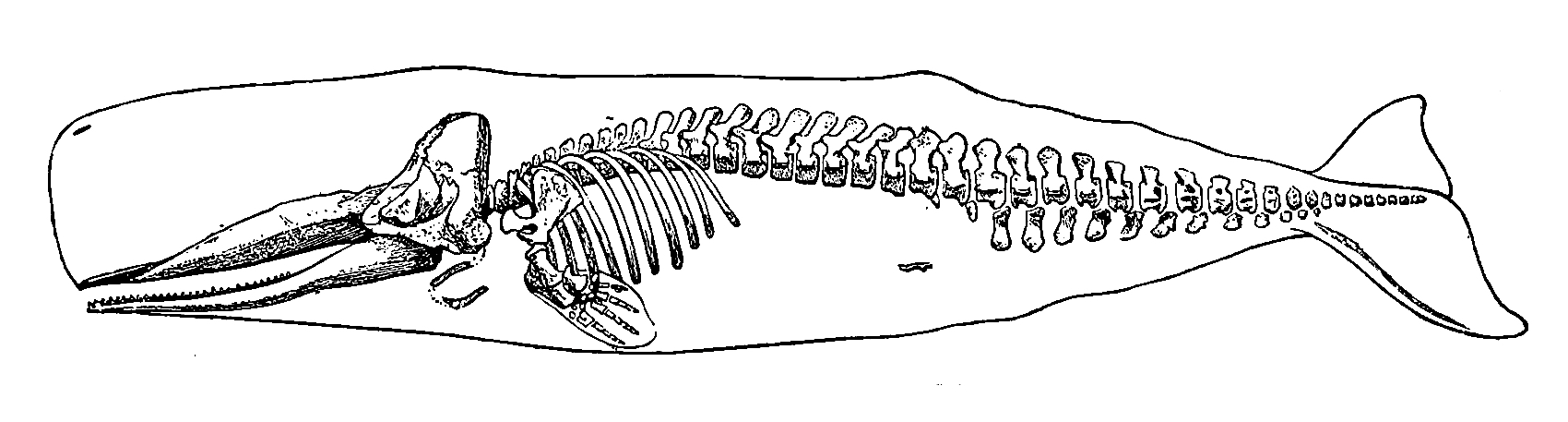
全身骨格図
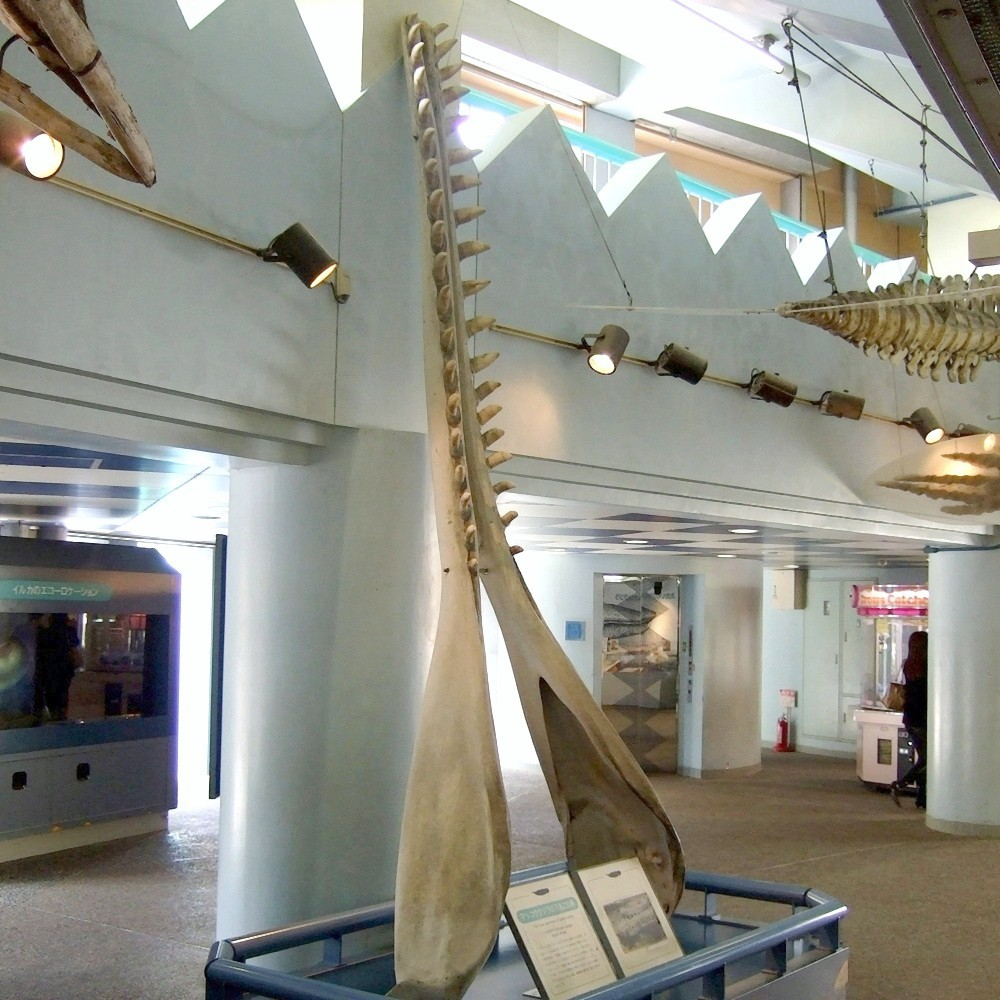
下顎の骨格（神戸市立須磨海浜水族園）
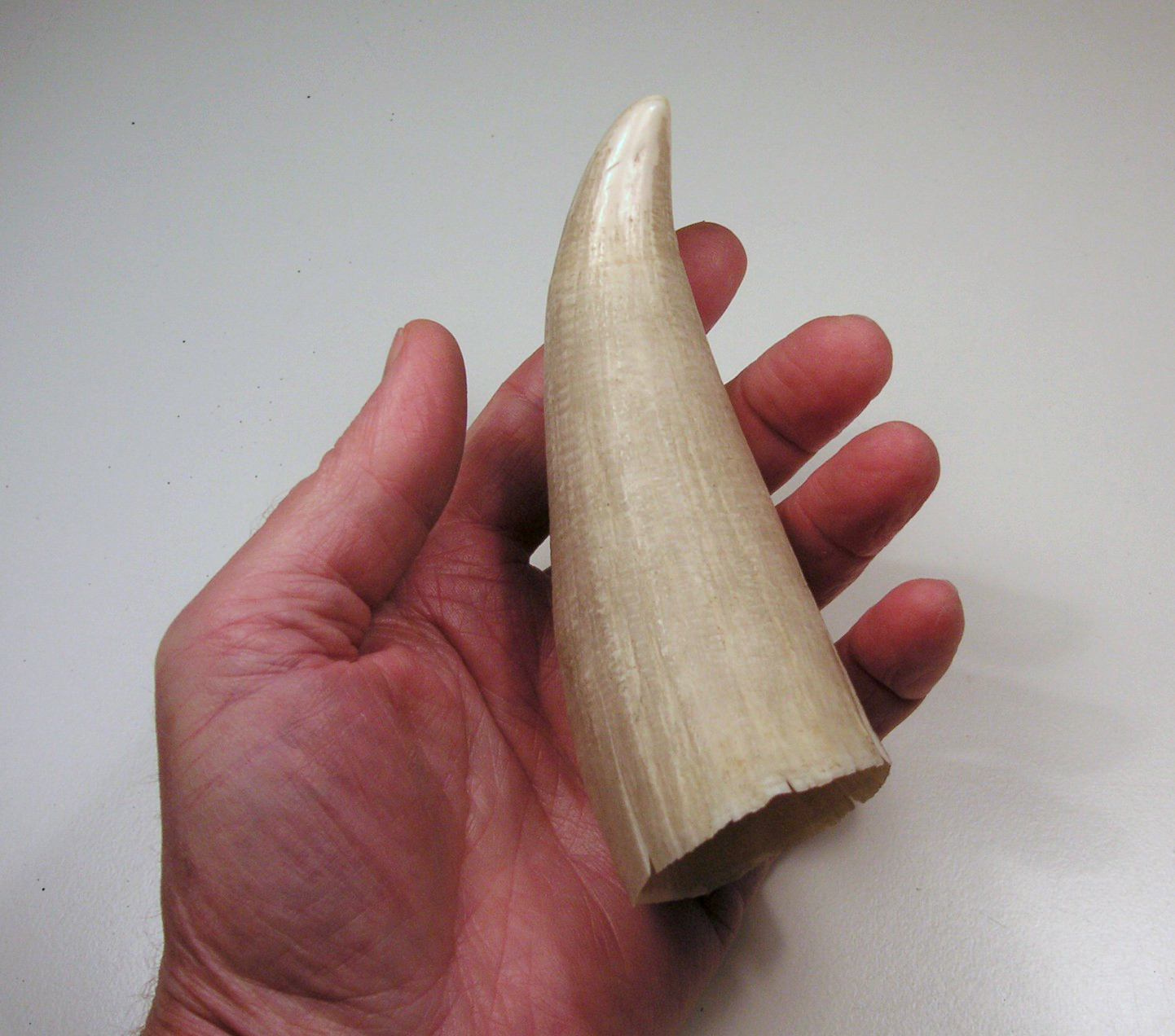
マッコウクジラの歯
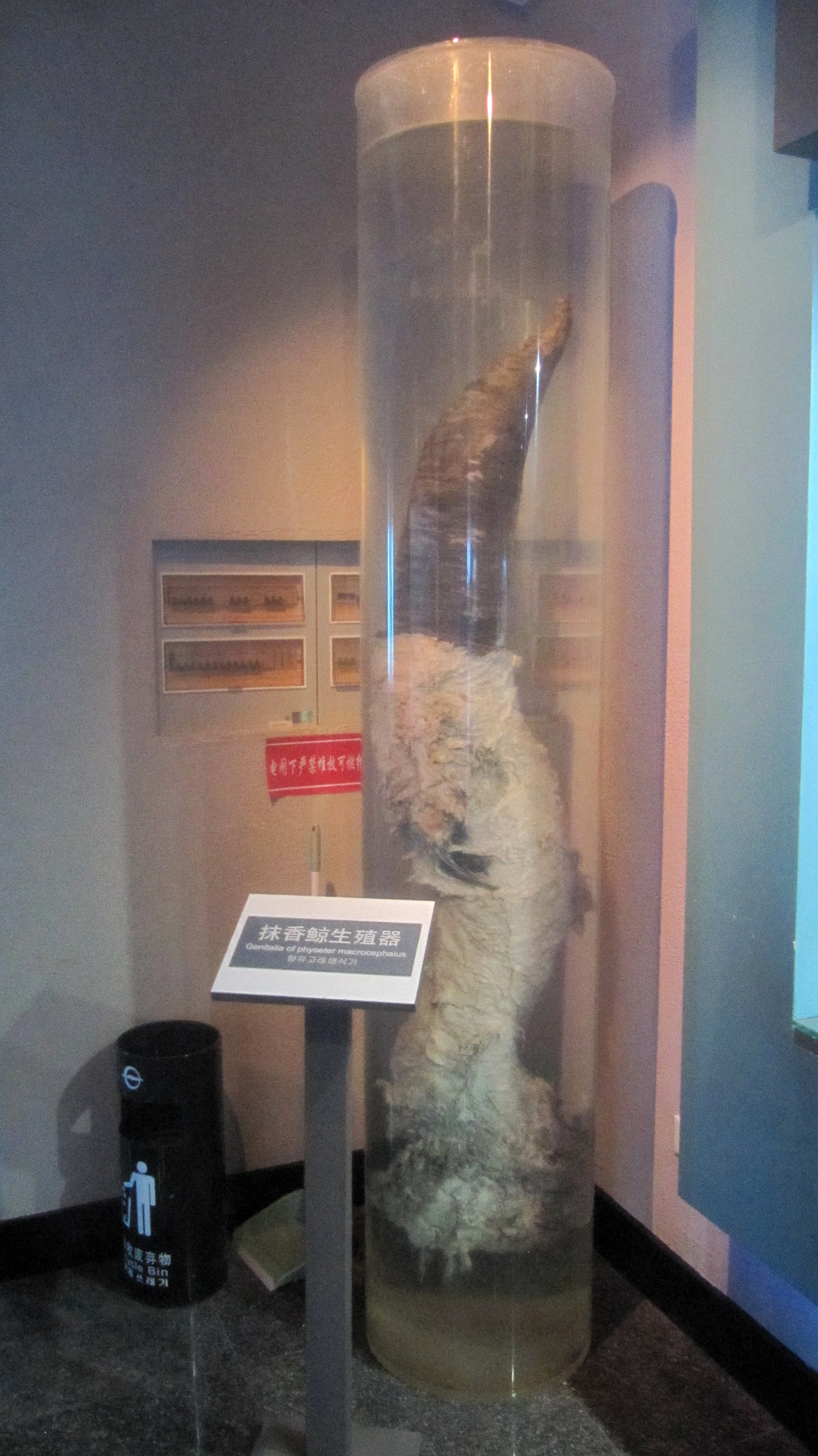
陰茎

## 生態

### 歯と食性

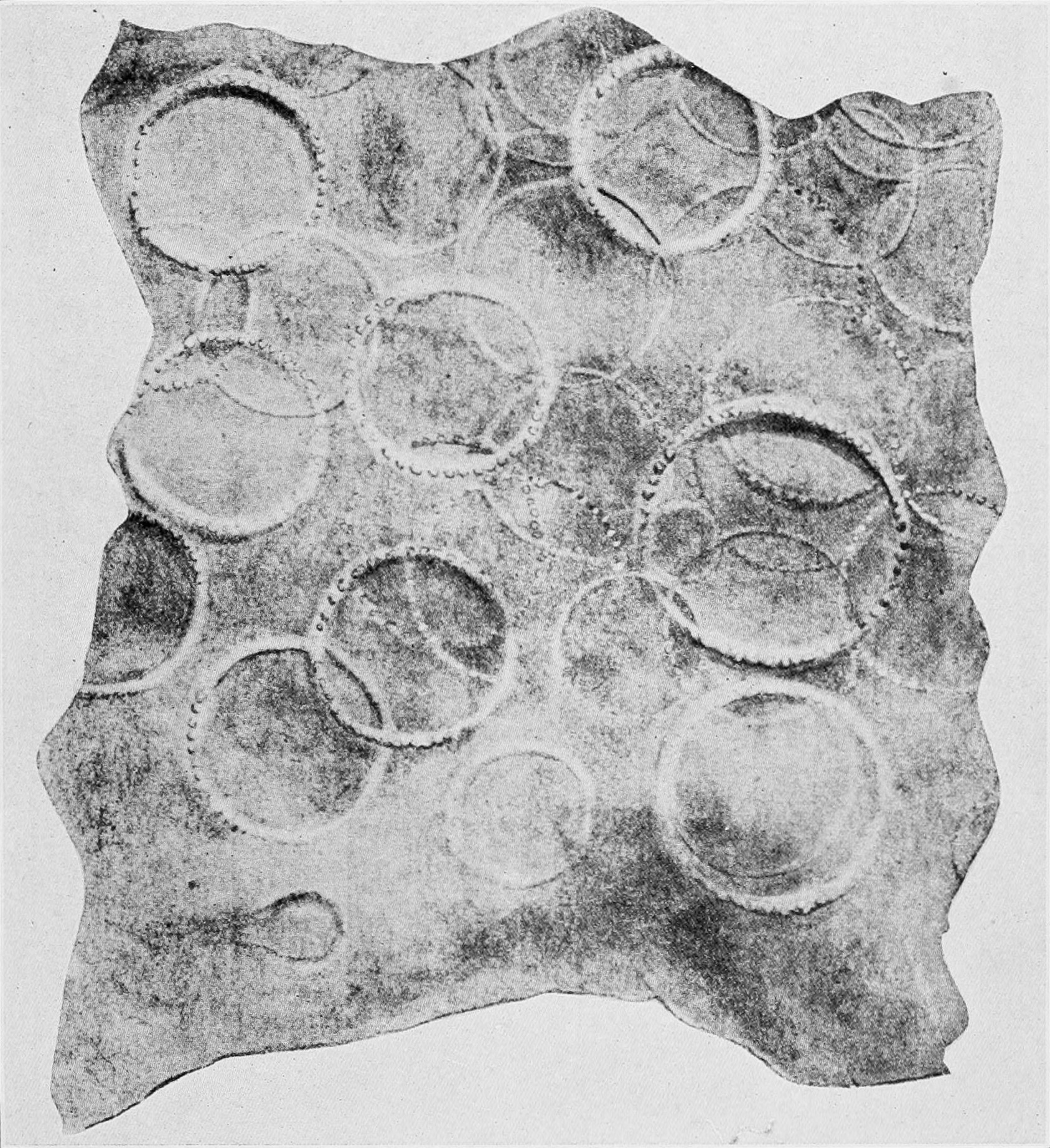
ダイオウイカによって刻み付けられた吸盤の傷跡が残るマッコウクジラの皮膚。

下顎（したあご）に20 - 26対の円錐形の歯を有する。それぞれの歯は約1キログラムもの重量がある。
丸呑みが可能なイカ類を食べるために歯は不要と考えられており、本種が歯を備えている理由ははっきりとは分かっていない。歯を持たないにもかかわらず健康に太った野生の個体も、実際に観察されている。現在では、同種のオス同士で争う際に歯が使用されるのではないかと考えられている。この仮説は、成熟したオス個体の頭部に見つかる傷の形状が歯形にあっていたり、歯が円錐形で広い間隔を空けて配置されている理由も説明できる。上顎の中にも未発達の歯が存在するが、口腔内まで出てくることはまれである。似た食性を持つハナゴンドウもマッコウクジラと同じく下顎にのみ歯を有している。この種はマイルカ科に属すが、多くの部分でマッコウクジラと酷似している。
近年の研究では、子を海面に残したまま深海へ獲物を獲りにいった親が、捕らえた獲物を子の餌としてくわえたまま持ち帰る姿が確認されている。映像に収められている獲物はダイオウイカであり、一匹丸ごとではなく、一部だけを持ち帰ってきた。このことから、歯の存在理由が獲物をかみ切ること、獲物を深海から海面へ運ぶときの滑り止めとするなどの仮説も考えられる。
なお、本種の歯はこれまでは象牙の代用として取引されてきたが、2025年にイギリスの「象牙法」の対象生物リストの拡大が決定され、本種を含めた代用種（マッコウクジラ、イッカク、シャチ、カバ）の歯も規制対象に指定される事となった。

### 食餌

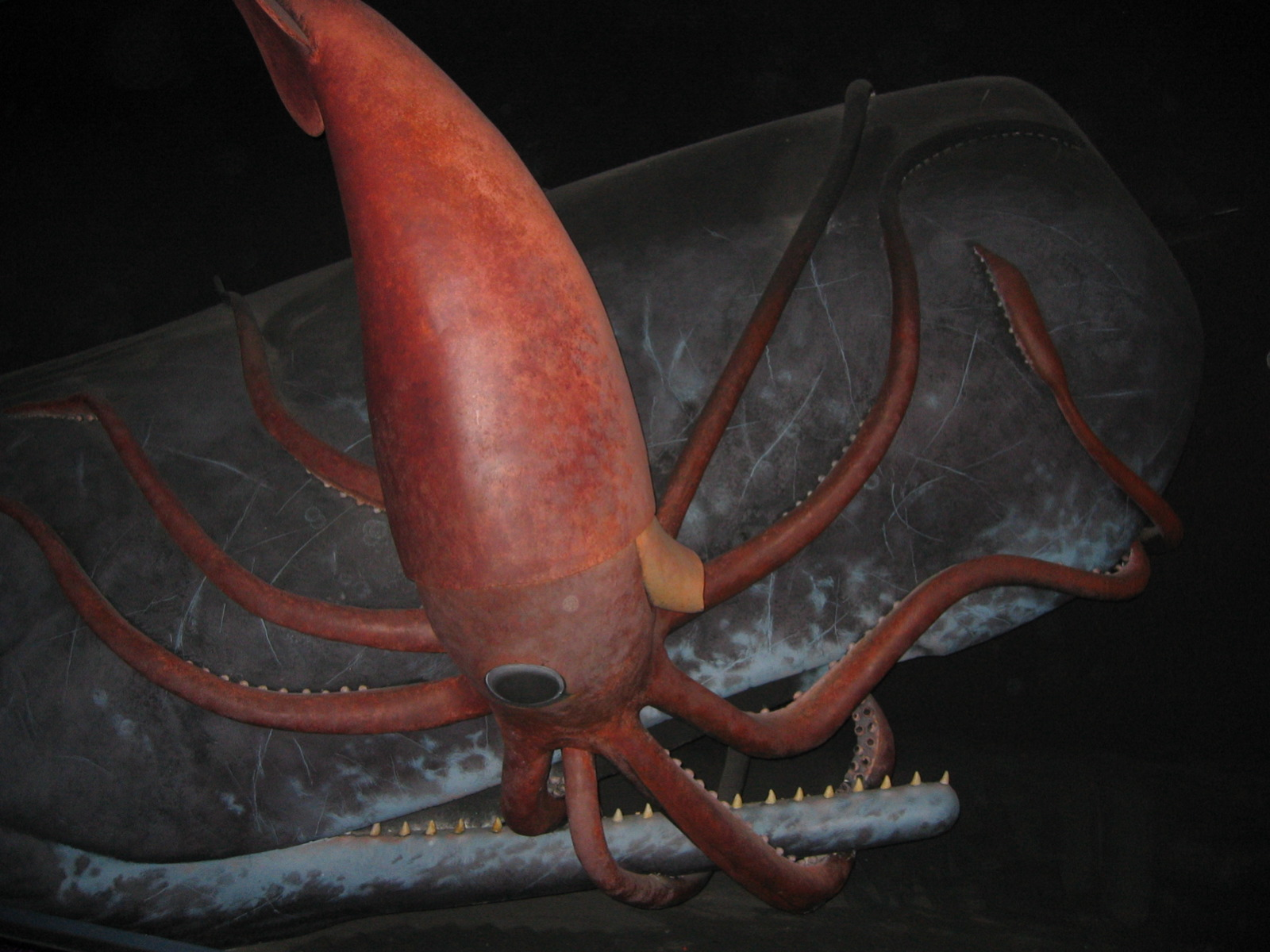
ダイオウイカの捕食（アメリカ自然史博物館）

ヤリイカやダイオウイカなど主な食性はイカ類であり、スケソウダラやメヌケ、フリソデウオ科やツノザメ科のような大型の深海魚類も餌となる。
試算では、マッコウクジラの摂餌量は年間で9千万トン - 2億2千8百万トンと推計される。この95%がイカとすれば、およそ8千万トン - 2億トンのイカがマッコウクジラに食べられ、それは世界中の年間漁獲量の30 - 66倍になるという。もっとも、マッコウクジラが食するイカは、主に中深層に生息するクラゲイカといった大型イカと考えられ、それらのイカは人間の食用種ではない。
また、日本政府が捕鯨問題において捕鯨を正当化するために用いた「鯨食害論」は国内外の識者からの批判を受けており、2009年6月の国際捕鯨委員会の年次会合にて、日本政府代表代理だった森下丈二水産庁参事官が鯨類による漁業被害（害獣論）を撤回している。
他にも、優先度は低いもののウバザメ、オンデンザメ、メガマウス、アオザメ、エイ、マグロなどの大型魚類やウナギやサーモンなどの多様な魚類を捕食していると考えられる記録もある。

### 子育てと社会形成

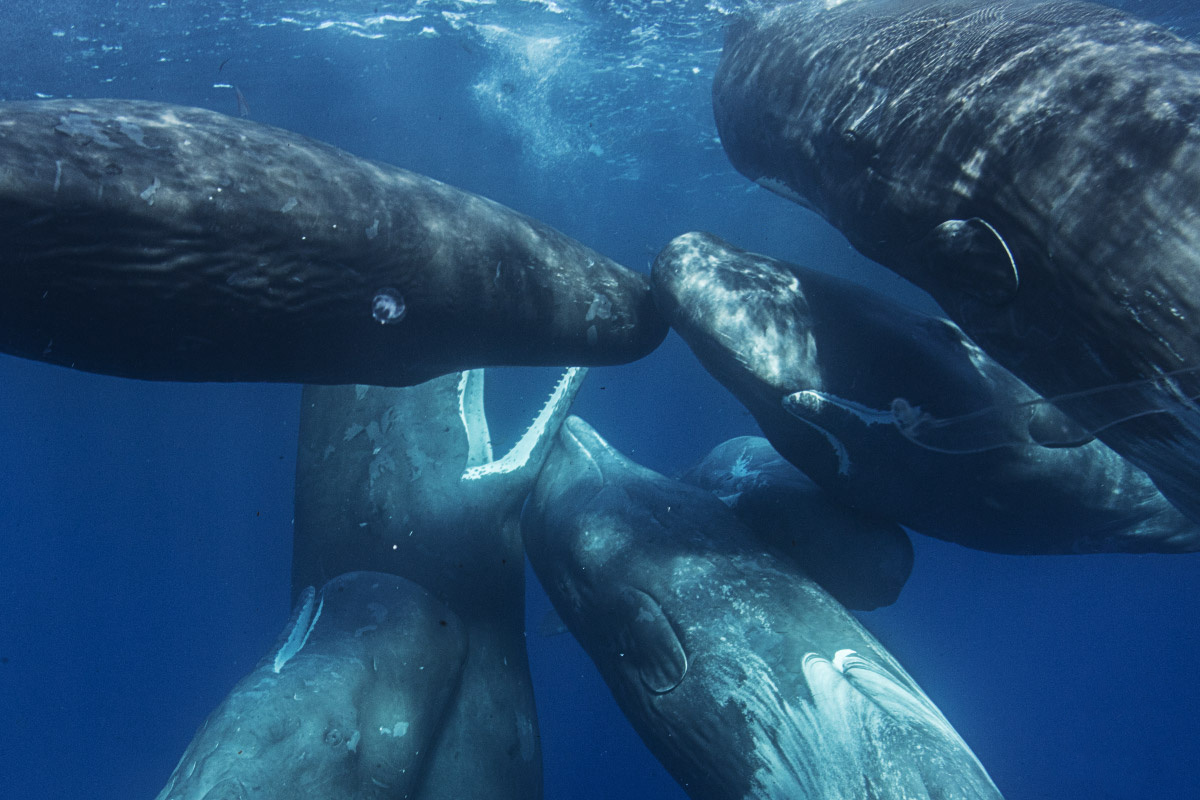
群れのメンバー同士の絆は強い（アゾレス諸島）

本種は家族の絆がとても強い。子は生まれてすぐには深海に潜ることができない。母親は子が深海へ潜ることができるようにするため、しばしば訓練をするが、子がなかなか潜ろうとしない場合は母乳を飲ませながら潜る。最近の研究では頻繁に深海と海面を行き来することが分かっている。
成熟した雄は、通常は独り立ちし、雌や子供が進出しない極海に至るまで広範囲を回遊する。若い雄同士で独自のグループを形成する。また、雌や子供の群れがシャチや捕鯨船などに襲われた際に救出にくることもある。群れを守るために捕鯨船（大型帆船）を雄が攻撃して沈没させた例も存在する。
また、後述の通り、花形の円陣（マーガレット・フォーメーション）を組んでシャチへの抵抗を見せることがある。

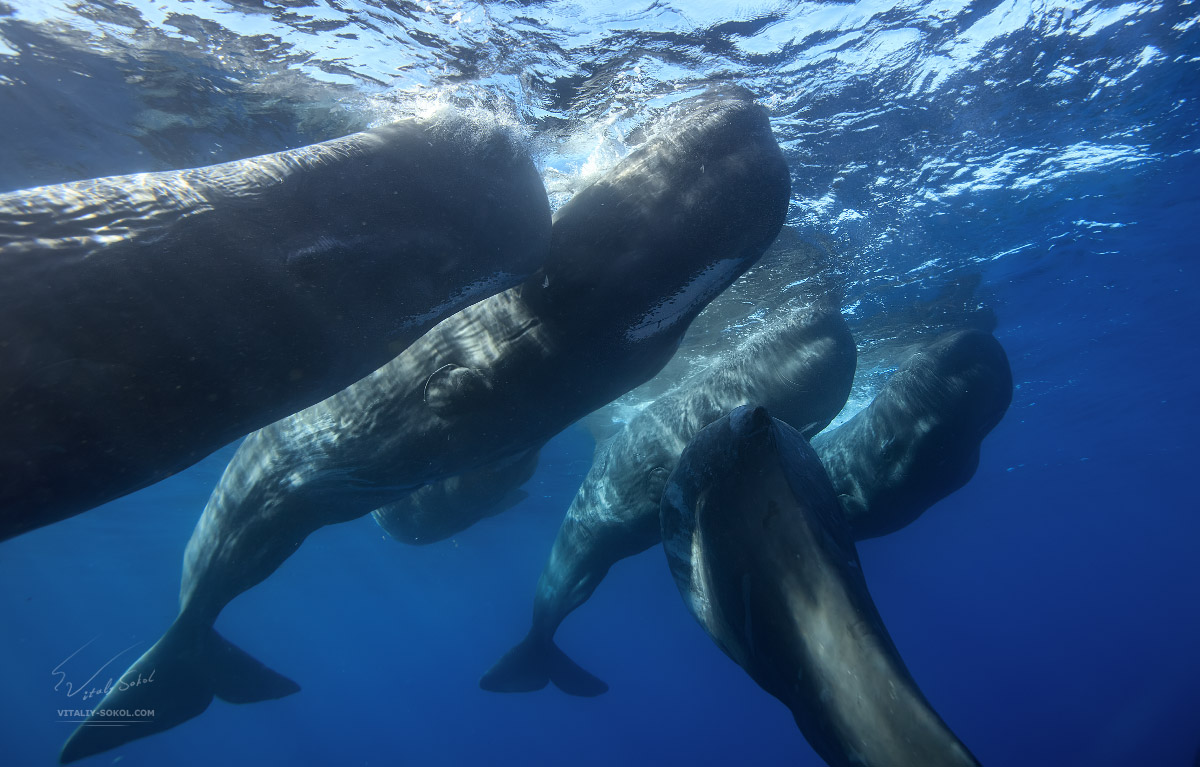
スキンシップ（アゾレス諸島）
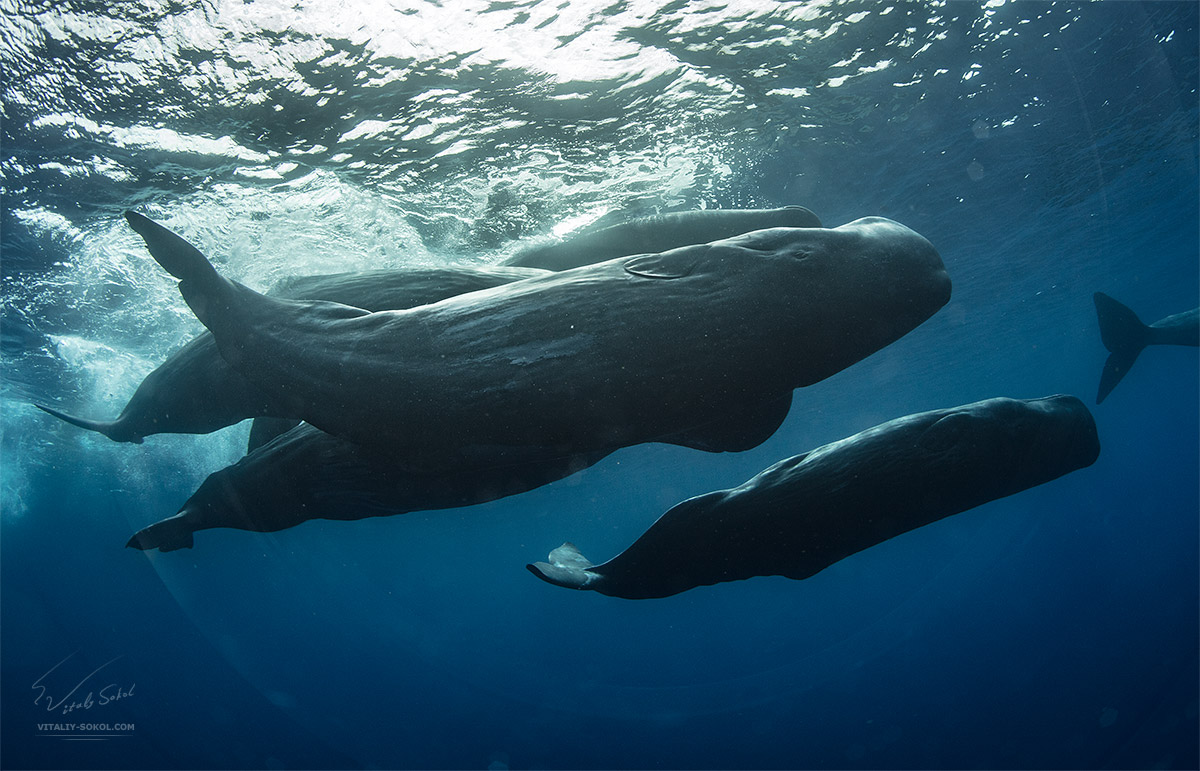
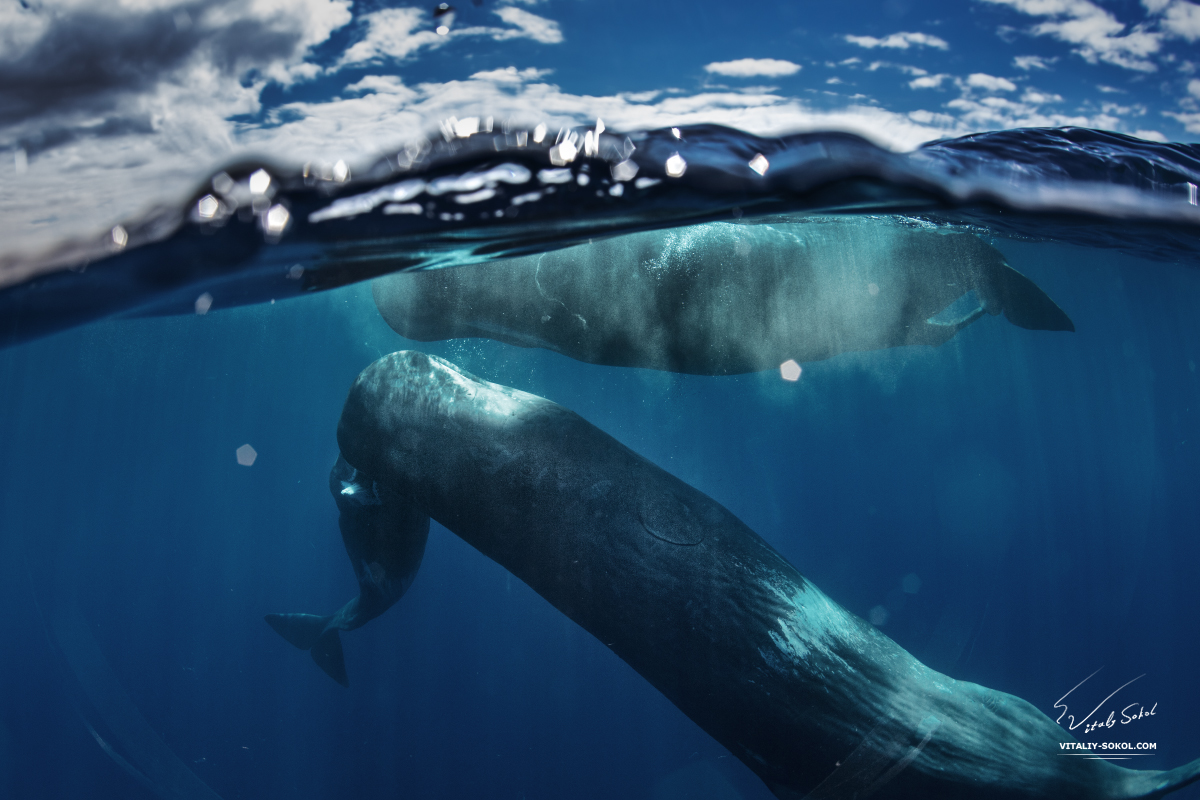

### 異種間交流
近年、ホエールウォッチングが世界中に盛んになり、比較的個体数の多い本種も観察の対象とされる。特にカイコウラなどの様々な地域がマッコウクジラを対象としたホエールウォッチングで発展してきた。また、捕鯨を知らない若い世代が増えたこともあり、人間や船舶などに対する警戒心が薄れ、より人懐っこくなりつつある。
ザトウクジラやナガスクジラ、ミンククジラ、シャチなどと行動を共にする場合がある。日本では、根室海峡や伊豆諸島等でこれらの交流が観察された。
2011年には、アゾレス諸島にて、奇形ゆえに群れから脱落したと思わしいハンドウイルカにマッコウクジラの群れが寄り添っていた観察例が報告されている。

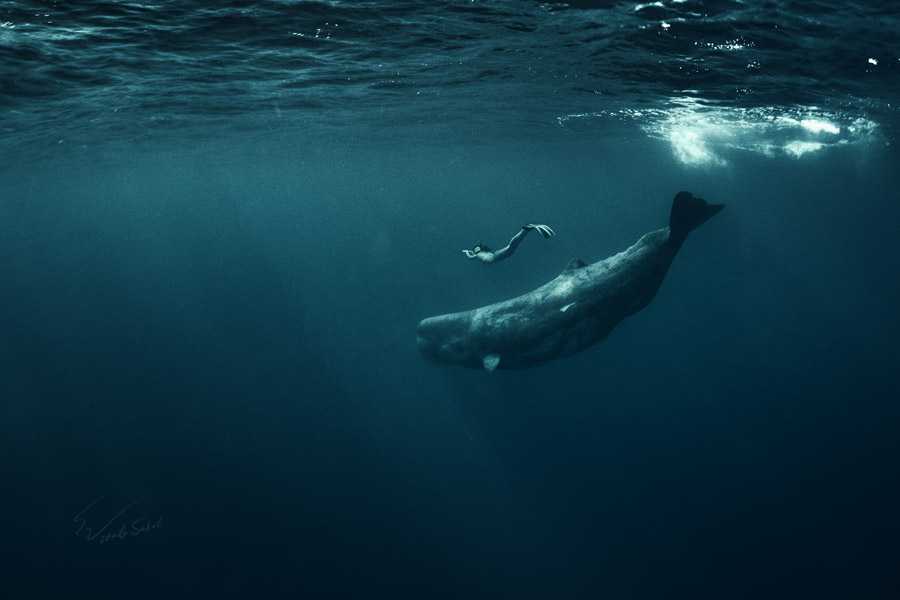
人間との交流（アゾレス諸島）
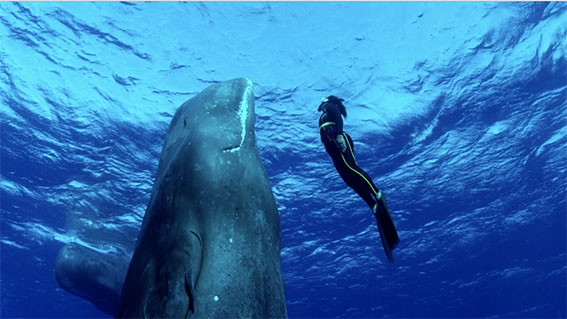
人間との遊泳

### 潜水

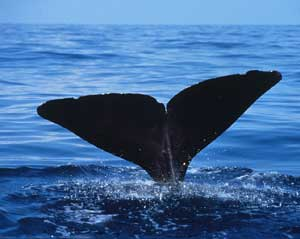
潜水する際の尾びれ（メキシコ湾）

また、その生涯の3分の2を深海で過ごす。軽く2,000メートルは潜ることができ、集団で狩りをすると考えられている。光の届かない深海においてはイルカ等に代表される反響定位（エコーロケーション）を用いている。家族同士での会話にも音を利用していると考えられている。
本種の潜水能力はクジラの中でも特筆すべきである。ヒゲクジラ類の潜水深度は200-  300メートル程度とされる。マッコウクジラの場合は、全身の筋肉に大量のミオグロビンを保有し、これに大量の酸素を蓄えることが可能である。このため、1時間もの間を呼吸することなく潜っていることが可能で、さらに、これによって肺を空にして深海での水圧の影響を受けないことも明らかとなった。通常では、約1,000メートル近くの深海に潜ってから息継ぎをするために水面に上がり始めるまでの20分ほどの間、深海にて捕食などの活動を行っていることが分かっている。また、3,000メートルを潜ったとする記録もあり（長さの比較資料：1 E3 m）、深海層での原子力潜水艦との衝突事故や、海底ケーブルに引っかかって溺死したと見られる死骸の発見などの実例が、この記録を裏づける。しかし、2,000メートル以上の深さまで潜ると捕食すべきイカなどの数も少なくなるため、それ以上はあまり積極的に潜ろうとするとは考えにくいとも言われている。マッコウクジラと衝突した場合、大型船は船体を破損させることはないが、ヨットや木造船であった場合には多大な損傷をこうむることが予想される。

### 深海への適応

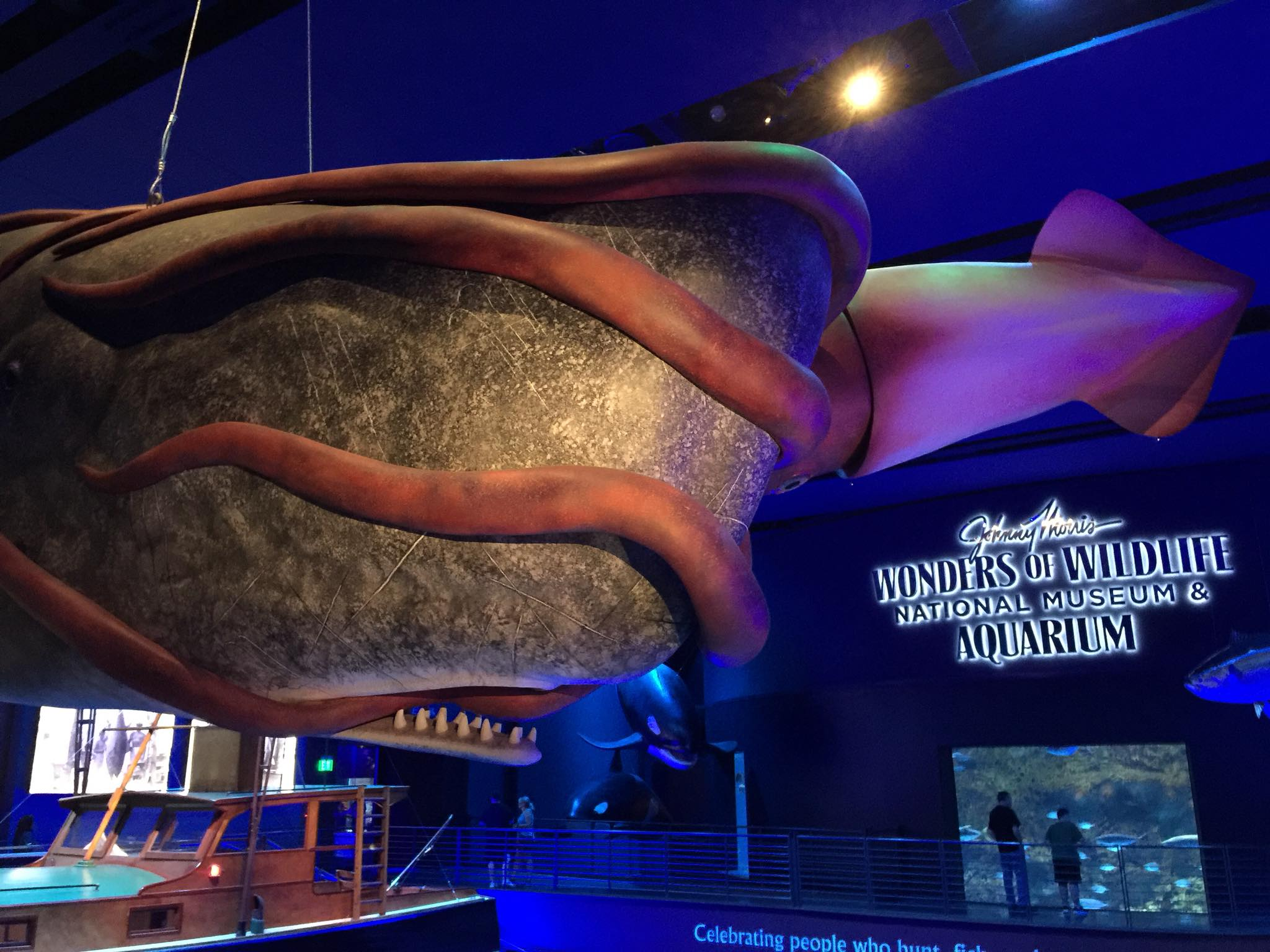
ダイオウイカの捕食を再現した模型

マッコウクジラは、ハクジラの中でも特殊な深海潜行型として高度に進化適応を遂げた種である。この進化がどのような条件下で引き起こされたものであるかについては未だ詳らかにされないものの、彼らの祖先にあたるクジラが、他の大小多様なハクジラ類や大型サメ類との浅海域での生存競争に敗れ、食いはぐれての結果的選択であるとの推論は成り立つ。そのような動物も他所に活路を見出して、その上で新たな環境への的確な適応を遂げられた場合に限って、新しい種として子孫を残し、進化を次の段階へ進めていくことが可能となる。しかしまた、優勢種であるがためにその一部が分布域を拡大していくうちに、異なる形質を獲得していき、遂には別の種として分化した、との考え方もあり得る。いずれにしても、彼らの祖先は、何らかの条件の下でクジラ類にとっては未踏の海域であった深海という環境に挑み、長い時間をかけて現在の高度に適応したマッコウクジラの形質を獲得していったと考えられ、ダイオウイカ等の巨大無脊椎動物の生息によって深海という環境の生物量が決して貧しくはないことが、彼らの祖先の進化を下支えしつつ促したといえる。ハクジラ類が持っている反響定位の能力も深海にあって大いに威力を発揮し、彼らを優勢種に押し上げている。
ハイドロフォン（英語版）によるニュートリノ検出を目的とした海洋ノイズ検出実験において、カターニア東方にある深度2,000メートルのテスト海域でマッコウクジラのクリック音が観測された。また目撃情報や海面近くの音響記録に基づいた調査によって、分布は稀だと思われていた海域においても予想以上にマッコウクジラが棲息していることが明らかになった。観測されたクリック音のパターンが二種類あることから、地中海海盆の外から一時的に入ってくる通りすがりのクジラの存在が示唆されたが、地中海のマッコウクジラが1つの閉鎖個体群なのか、それとも外海の個体群とのやりとりがあるのかは判明しておらず、生態には未知な部分が残されている。

### 繁殖と寿命
本種は低い出生率と遅い成熟と長命を獲得している。メスは4歳から6歳で成熟し、メスの妊娠期間は少なくとも12か月、最長で18か月。そして、子育ては2 - 3年続く。マッコウクジラの家族は、母系家族でメスが中心となる。オスは単独行動、もしくは若い雄同士が小さな群れを造る。オスの繁殖適齢期は10歳ごろから20歳ごろまでの約10年間続き、40歳を超えても成長は止まらず、約50歳で最大に達する。また、出産は5年に一度しか行わない。
雄は一体で複数の雌を獲得するハーレムによって子孫を残す性質で、複数の雌と交尾した後には子育てには参加しない。成熟した雄のペニスの長さは1メートルを超える。
群れを造る雌と子供達は結束が強く、弱って傷ついた仲間を囲って天敵であるシャチやサメなどの攻撃から守ったり、その囲いを解かずにそのままの姿勢で安全地帯へと押しやるような行動も観察されている。
大型の老熟したマッコウクジラの体表には多くの傷が見受けられる。特に雄個体には頭部に前述の歯によって噛み合った傷が多く、これは繁殖期で雌をめぐって雄同士争う後によく見られるといわれる。なお傷は時間と共に白く変色していって体表にそのまま残るか、皮膚に埋もれていく。
成熟した個体には、リング状の傷が帯状に付いていて、特に口と顔周りに多いが、これはダイオウイカの必死の抵抗により、強力な触腕にしがみつかれ、皮膚に傷を負ったものである。南極近くに住む個体には、ダイオウホウズキイカによって付けられたと思われる鉤爪が刺さったままのものも見受けられた。
泳ぎが遅く、深海性のため、暖かい海にいる個体はダルマザメの標的にもされている。

### 天敵

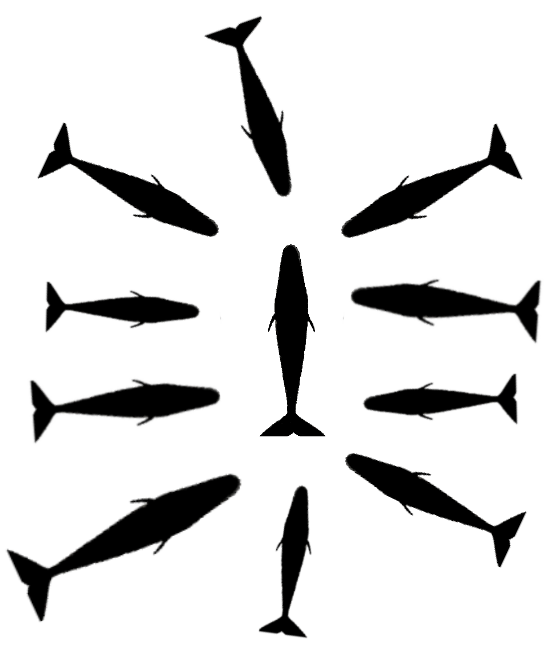
マーガレット・フォーメーション

人間のほかにはシャチが天敵であり、幼獣だけでなく成体もシャチの群れに襲われ殺されることがある。
しかし、成獣は通常は1頭だけでもシャチの集団にとって手強く、日本列島の沖合で、シャチの群れに襲われた雌と子供から成る群れを、どこからともなく現れた未成熟の雄が救援し、シャチたちを攪乱してからその群れを率いて脱出する光景も観察されている。また、群れを守るために捕鯨船（大型帆船）を成熟雄が攻撃して沈没させた例も存在する。
また、花形の円陣（マーガレット・フォーメーション）を組んでシャチへの抵抗を見せることがあるが、これは本種以外ではミナミセミクジラでも確認されたことがある。なお、この行動は天敵がいない状況でも見られる場合がある。
2024年には、西オーストラリア沖でシャチの群れに対抗する防衛手段の一つとして意図的に排泄して糞を周囲に散布する行動がみられたが、これは近縁系統であるコマッコウやオガワコマッコウによく知られてきた行動である。

## 脳油（鯨蝋）
鯨蝋（げいろう）とは頭部から採取される白濁色の脳油の別名である。脳油は精液に似ているため、精液と誤解されていたことがあり、英語では spermaceti （原義：「鯨-精液」）と呼ばれている。英名の sperm whale はこのことに由来する。
脳油はイルカやシャチなどのハクジラ類にみられる反響定位（エコーロケーション）の際に音波を集中するレンズの機能を持つメロンと呼ばれる頭部器官を満たすワックスエステルである。なお、一部で脳漿油と呼ぶ向きもあるが、脳漿は脳の髄液を指す為、全く無関係である。反響定位による音波は他のハクジラ類同様に、遊泳時の障害物の探知や獲物の捜索に使われるが、マッコウクジラの脳油であれば、獲物に対して高い指向性を持った強力な音波を放つことで失神あるいは麻痺に陥らせ、捕らえる事が可能であるという説もある。実際には確認されていない。
脳油は他のハクジラ類のメロンと異なり、マッコウクジラの体温下では液状であるが、約25℃で凝固することが知られている。鯨類学者クラークはこの性質に着目し、潜水の際には鼻から海水を吸い込んで脳油を冷やすことで固化させて比重を高め、浮上の際には海水を吐き出し血液を流し温めることで液化させて比重を小さくすることで、急速な潜水および浮上を可能にしているという説を唱えている。潜水・浮上はほぼ垂直に、かつ、急速に行われることが確認されているが、潜水病に陥らないことも確認されている。

### 捕鯨

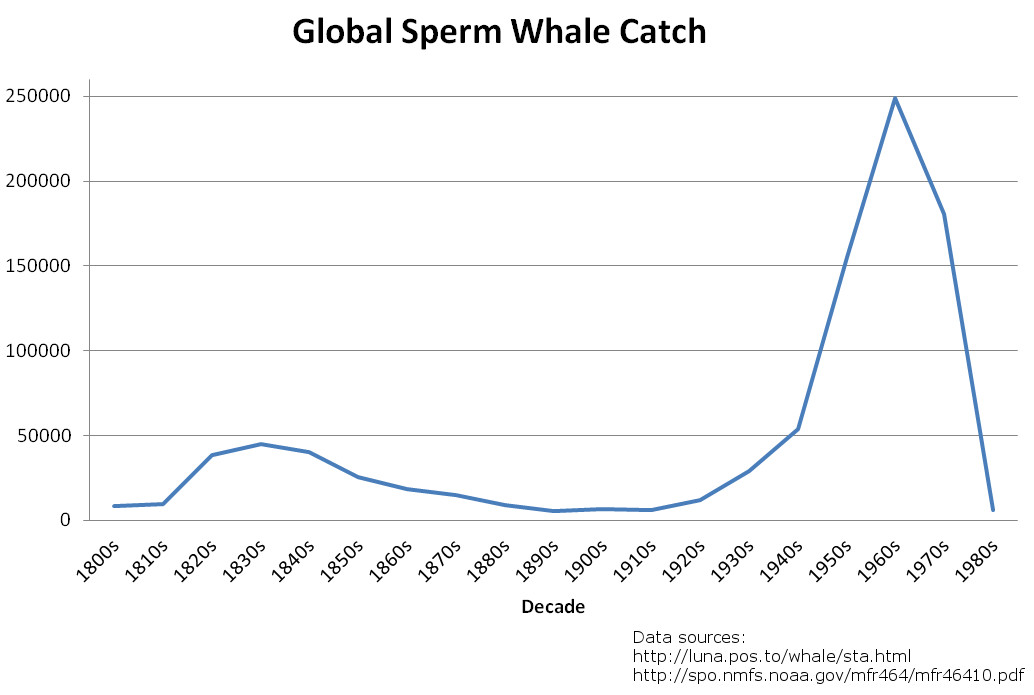
捕獲数の推移

鯨蝋は高級蝋燭や石鹸の原料、灯油、機械油として利用された。特に精密機械の潤滑油としては代替品が無く、1970年代まで需要があった。かつてはこの鯨蝋を目的に大量のマッコウクジラが乱獲された。特に米国では18世紀から19世紀にかけて盛んにマッコウクジラを捕獲した。米国が日本に開国を迫った理由の一つに捕鯨船の中継基地の設置が挙げられるが、アメリカ大陸近海のマッコウクジラを捕り尽くし、日本列島に近い西太平洋地域に同じマッコウクジラの大規模な群れがあるのを発見してのことである。今でも同海域には数万頭のマッコウクジラがいるといわれる。
1910年代以降の北西太平洋における乱獲は日本とソビエト連邦が主体になって行い、日本国内では不正捕獲や密猟が横行していた可能性が指摘されている。
性格はクジラの中でも獰猛とされ、近代でも捕鯨のキャッチャーボートが破損させられた例が数度記録されている。1937年（昭和12年）2月17日には、共同漁業の第三捕鯨丸（102トン）がマッコウクジラから尾を叩きつけられる攻撃に遭い浸水。沈没寸前に追いやられた例もある。

マッコウクジラは肉にも蝋を含むため、食用の際に油抜きをする。日本では主に大和煮に用いられたり、大阪では油抜きをした皮（コロ）をおでん（関東煮）で食すのが一般的である。和歌山県田辺市鮎川やインドネシア・小スンダ列島のロンブレン（レンバタ）島では干物にする。
油抜きをしないで大量に食べると下痢をする恐れがあり、アメリカ人捕鯨船員の鯨肉には毒があるという迷信もあり、肉は捨てられたというのは、この様に食用に不向きであった点もある。また、このマッコウクジラを最高の目標としたアメリカ式捕鯨の時代において、冷蔵技術もない当時、3年以上が標準であった捕鯨航海の間、肉を商品価値のある状態で保管するのは不可能であった。
あくまで小説中の話ではあるものの、捕鯨船員のキャリアを持つハーマン・メルヴィルが書いた『白鯨』の中では、欧米においても鯨食は強くタブーとしていなかったため、同時代人から見ても「船員の食肉とすらしない」というのは疑問であったようである。これに対して「眼の前の数十トンの肉塊を見て食欲を催すことはない」「捕鯨船では商品にならない絞り粕を油として使うが、鯨の肉を鯨自身の油で焼くのはさすがに縁起が悪い」と言った主旨のことが述べられている。一方無価値と見られた故に食べたいという船員に対して止めることもなかったようであり、マッコウの尾のステーキなども紹介されている。
なお、前述の鮎川においても余剰鯨肉が捨てられており、後に鯨肥に活用するようになった（クジラ#鯨の利用のその他、残滓の利用も参照）。
食料として見た場合、マッコウクジラの体内に含まれる微量の水銀に注意する必要がある。厚生労働省は、マッコウクジラを妊婦が摂食量を注意すべき魚介類の一つとして挙げており、2005年11月2日の発表では、1回に食べる量を約80グラムとした場合、マッコウクジラの摂食は週に1回まで（1週間当たり80グラム程度）を目安としている。

## 映像
- NHK BS3 「ワイルドライフ　命の輝き「大西洋アゾレス諸島　クジラが集う海の楽園」」 (2019年9月放映)

## 文化的側面

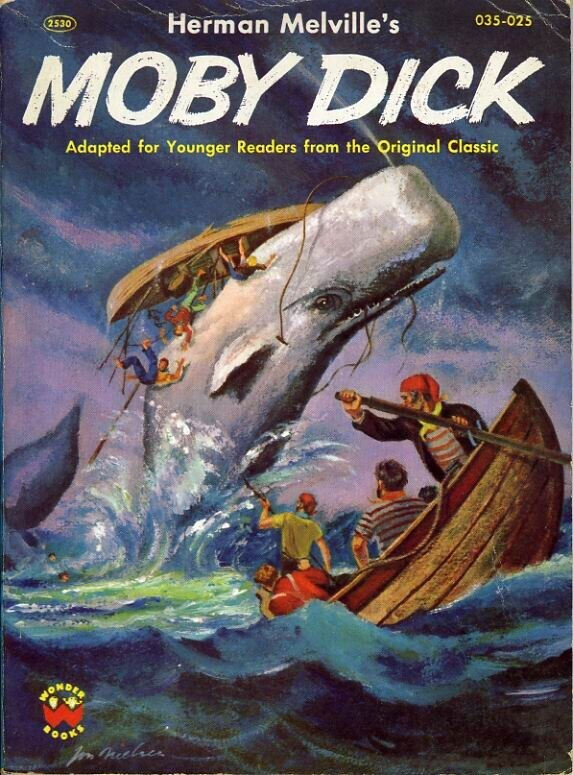
『白鯨』

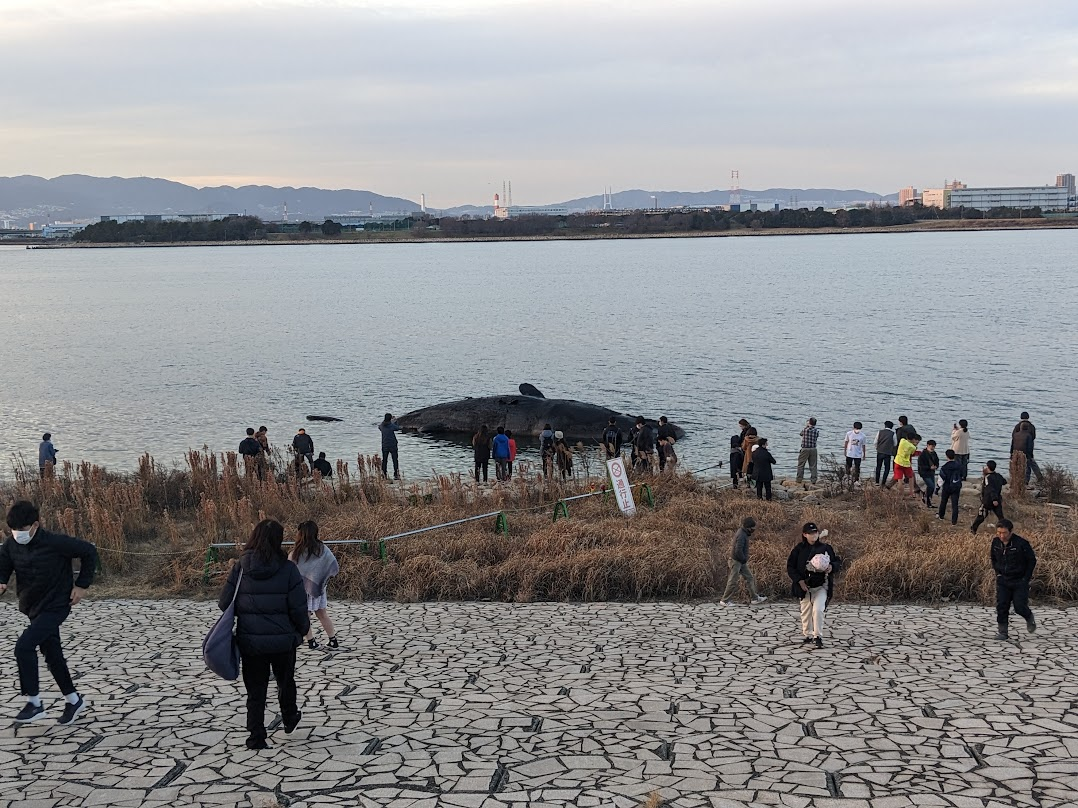
2023年に漂着した「淀ちゃん」

### フィクション
白鯨 モビー=ディック
マッコウクジラを題材とした創作物として最も著名なものはハーマン・メルヴィルの小説『白鯨』であり、そこに登場するクジラ「モビー=ディック」であろう。この白鯨としてのマッコウクジラは、二次創作的なかたちをとって多くの娯楽作品（映画、漫画、アニメ、ゲーム等）に登場している（それについては「白鯨」本項が詳しいので参照のこと）。
白鯨以外のマッコウクジラ
白鯨ではないマッコウクジラは、それほど多くの創作物で大きく扱われてこなかったようであるが、それでも以下の作品を挙げられよう。一つは生物としての本種と人間の関わりを描き、一つは発想の原点として本種の存在感を活かそうとしている。
- アニメ『ドラえもん のび太の宇宙小戦争』 - マッコウクジラ型の敵戦艦「ドラコルル」が出演する。なお、原作でも「スーちゃん」という愛称を付けたマッコウクジラが登場。
- 小説『海底二万里』 - 別種の鯨を集団で襲うどう猛な生物として登場し、ネモ船長に虐殺される。姿の描写は確かにマッコウクジラだが、行動はシャチに近い。
- 漫画『ビッグ・1』- 藤子不二雄A作。人間と同等もしくはそれ以上の知性を持つ巨大な白いマッコウクジラが登場する。
- 漫画『海獣の子供』 - 五十嵐大介 作。マッコウクジラに対する信仰が残る島が登場する。
- 漫画『ぎゅわんぶらあ自己中心派』 - 片山まさゆき作。麻雀を打つマッコウクジラモチーフキャラクターの「マッコウ」が登場。
- 漫画『ONE PIECE』 - 尾田栄一郎作。アイランドクジラと呼ばれるマッコウクジラモチーフキャラクターの「ラブーン」が登場。  また同作に登場する白ひげ海賊団が有する海賊船の名称がハーマン・メルヴィルの小説『白鯨』に登場するマッコウクジラ「モビー=ディック」からとった「モビー・ディック号」である。
- ビデオゲーム『ダライアス』シリーズ - 歴代の作品の大半において、本種をモチーフとした敵方の最強キャラクター、「グレートシング」が登場する。
- ビデオゲーム『ロックマンX5』 - ステージボスキャラクターとして、本種をモチーフとした「タイダル・マッコイーン」が登場する。
- ゾイドシリーズ - マッコウクジラ型超巨大ゾイドのホエールキングが登場。ゾイドバトルストーリーや、アニメなど、様々な媒体で出演。

### 愛称
- 帝都高速度交通営団（営団地下鉄、現・東京地下鉄）が日比谷線向けに製造した3000系電車は、その姿形が似ていることから「マッコウクジラ」と鉄道ファンの間で俗称されていた。これは正式な列車愛称ではないが、3055編成の先頭車両にマッコウクジラの大きなステッカーでラッピングを施し、さよなら運転が行われた。